# Horský strakatý skot
Skupina horského strakatého skotu zahrnuje evropská plemena skotu shodného fylogenetického původu, charakteristické velkým tělesným rámcem, maso-mléčnou užitkovostí a strakatým zbarvením. Základním plemenem je švýcarský simentálský skot, ostatní plemena skupiny odvozují svůj původ od křížení tohoto skotu s místními krajovými plemeny. Přechody mezi jednotlivými populacemi nejsou ostré, v jednotlivých zemích byly a jsou místní populace zušlechťovány s použitím příbuzných plemen a je snaha vytvořit společný šlechtitelský program. Dále je přikřižován ayrshirský skot a především holštýnský skot červené barvy. Oblastí chovu je střední a západní Evropa, obecně se celá populace tohoto skotu označuje jako skot strakatý, německy Fleckvieh. V Evropě je tento skot druhým nejrozšířenějším plemenem po holštýnském skotu.
Obecně se jedná o skot středního až vyššího tělesného rámce, s výškou krav v dospělosti mezi 138 - 145 cm při živé hmotnosti 650 - 750 kg. Barva kolísá od žluté do tmavě červené, zvířata jsou strakatá, hlava a končetiny zůstávají bílé. Strakatý skot je rohatý. Plemenný typ je kombinovaný, s poměrem mléčné a masné užitkovosti 60:40. Vyžadováno je dobré osvalení, korektní končetiny a velké, široké a pevné vemeno se struky vhodnými ke strojnímu dojení.
Požadavek na mléčnou užitkovost je 6000 - 7000 kg mléka za laktaci s vysokým obsahem tuku a bílkoviny, co se masné užitkovosti týče, býci ve výkrmu by měly být vyšší než 1300 g za den a jatečná výtěžnost by měla přesahovat 60 %.

## Plemena horského skotu

### Simentálský skot
Simentálský skot je základním plemenem skupiny. Sám vychází z původního švýcarského skotu, žlutě strakatého simenského a červeně strakatého bernského skotu. Současný simentálský skot je plemeno velkého tělesného rámce, krávy mají živou hmotnost kolem 700 kg. Zbarvení je žlutostrakaté až červenostrakaté, hlava, břicho, končetiny a chvost ocasu jsou bílé. Jedná se o plemeno s dvoustrannou užitkovostí, s důrazem na užitkovost mléčnou, která v roce 2004 dosáhla 6831 kg mléka za laktaci s 3,93 % tuku a 3,27 % bílkovin.

### Německý strakatý skot
Německý strakatý skot, deutsches Fleckvieh, je ráz strakatého skotu šlechtěné v Německu. Tato populace patří mezi nejvýznamnější a nejužitkovější. Je to středně velký skot s dobrým osvalením, zbarvený světle žlutě až tmavě červeně, je strakatý, případně plášťový. Existují i bezrohé linie. V roce 2004 dosáhla průměrná užitkovost krav 6424 kg mléka za laktaci při obsahu tuku 4,19 % a 3,52 % bílkovin. Výkrmoví býci v roce 2003 přirostli průměrně 1380 g za den při jatečné výtěžnosti 58 %.

### Rakouský strakatý skot
Rakouský strakatý skot, österreichisches Fleckvieh, patří rovněž mezi vysoce užitkové a významné populace strakatého skotu. V roce 2004 se mléčná užitkovost krav v kontrole užitkovosti vyšplhala na 6357 kg mléka za laktaci při obsahu 4,21 % tuku a 3,44 % bílkovin.

### Český strakatý skot

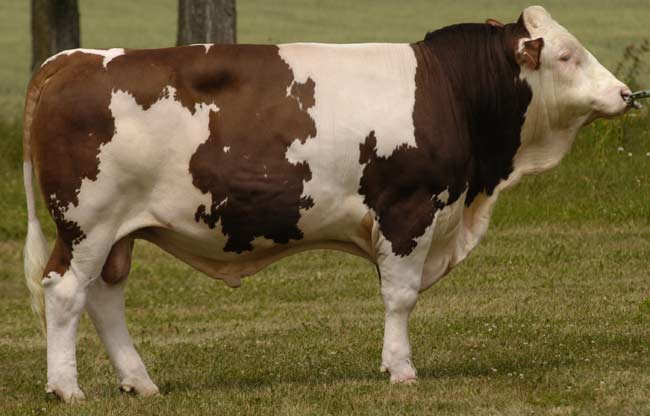
Býk českého strakatého skotu

Český strakatý skot pochází z křížení české červinky a bernsko-simenského skotu. Dlouhodobým masivním používáním inseminačních dávek býků německého a rakouského strakatého skotu původní české straky téměř vymizely a zbývající krávy jsou zařazeny do programu ochrany genetických zdrojů. V roce 2004 mléčná užitkovost dosahovala 5989 kg mléka za laktaci při obsahu 4,09 % tuku a 3,42 % bílkovin.

### Další strakatá plemena
Ve Francii se chová abondanský skot a východofrancouzský strakatý skot („race Tacheté de l´Est“). ), dále mezi strakatý skot patří slovenský strakatý, maďarský strakatý (magyartarka) či strakatý skot v Itálii (Pezzata rossa), populace strakatého skotu existují též v Jugoslávii, Rumunsku a Bulharsku, v Rusku a na Ukrajině.

## Příbuzná plemena
Z německého a rakouského strakatého skotu vznikl šlechtěním ve Velké Británii a především ve Spojených státech a v Kanadě masný simentál, plemeno s jednostrannou, masnou užitkovostí. Ze strakatého horského skotu vychází také montbeliard, červenostrakatý skot z východní Francie. Od ostatních strakatých plemen se od počátku liší svým zaměřením, je šlechtěn s větším důrazem na mléčnou užitkovost, k produkci mléka vhodného pro výrobu sýrů.

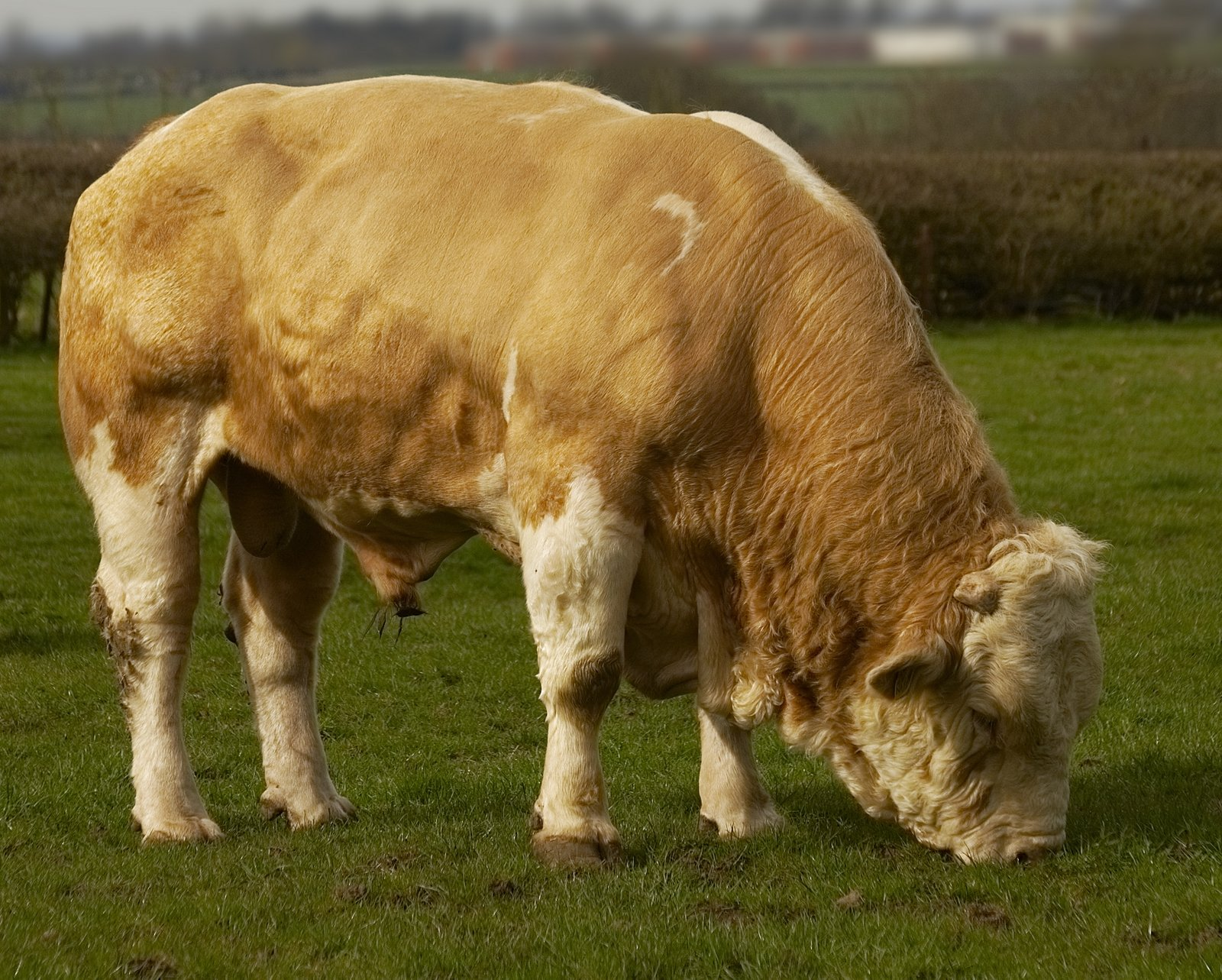
Masný simentál
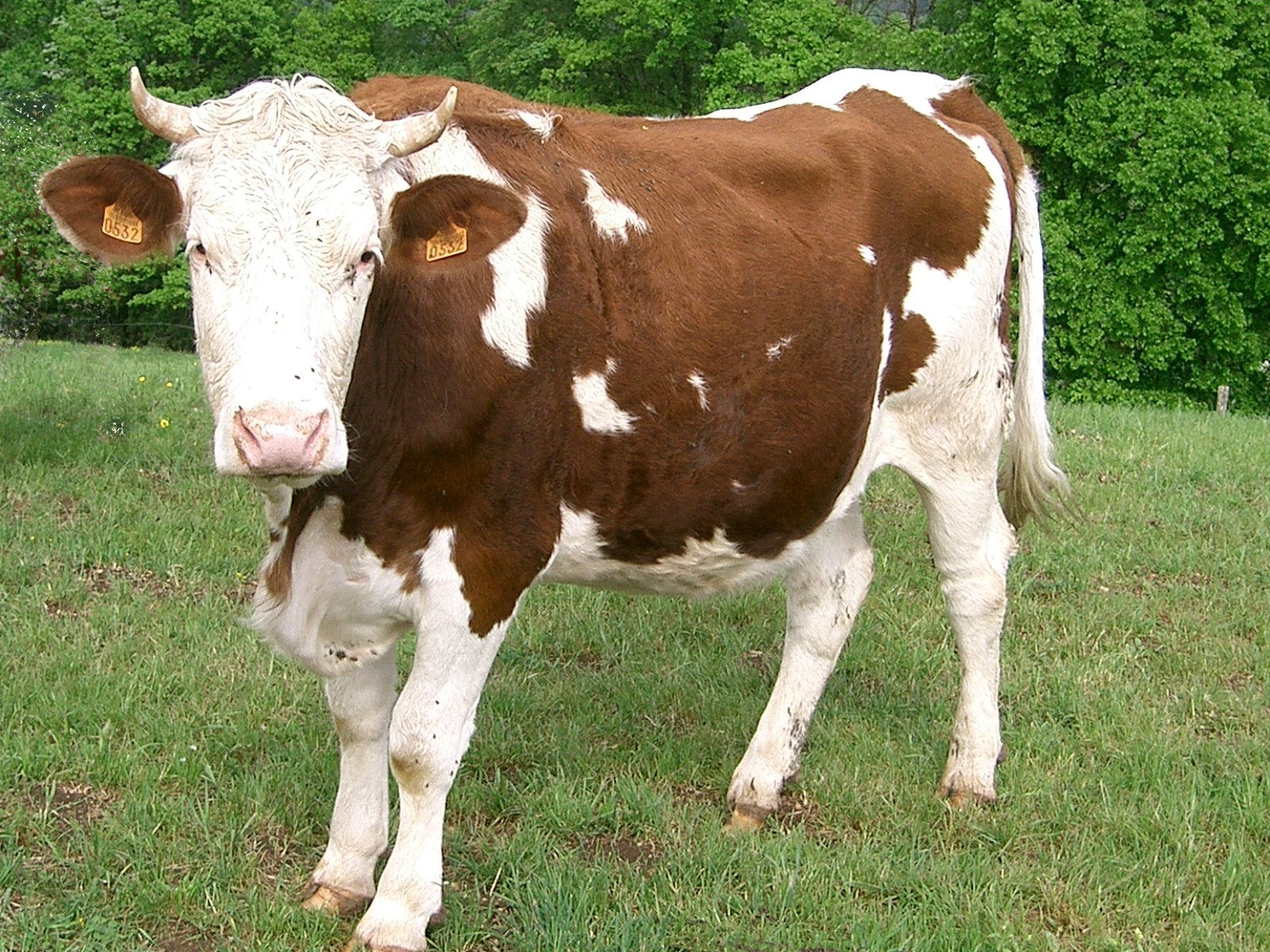
Kráva montbeliardského skotu